# Géza Csapó
Géza Csapó (ur. 29 grudnia 1950 w Szolnoku, zm. 14 września 2022 w Segedynie) – węgierski kajakarz, dwukrotny medalista olimpijski i sześciokrotny mistrz świata.

## Kariera sportowa
Podczas 8. Mistrzostw Świata w Kopenhadze w 1970 roku zdobył brązowy medal w wyścigu sztafetowym  kajakowych jedynek 4 × 500 metrów (oprócz Gézy Csapó startowali w niej István Csizmadia, Mihály Hesz i József Svidró). Podczas 9. Mistrzostw Świata w 1971 w Belgradzie zwyciężył w sztafecie jedynek K-1 4 × 500 metrów (wraz z Istvánem Szabó, Csabą Giczym i Mihálym Heszem) oraz zdobył brązowy medal w konkurencji czwórek na dystansie 1000 metrów (wraz z Istvánem Szabó, Peterem Várhelyim i Zoltánem Bakó).
Zdobył brązowy medal w wyścigu jedynek na dystansie 1000 metrów podczas XX Letnich Igrzysk Olimpijskich w 1972 roku w Monachium, przegrywając jedynie z Ołeksandrem Szaparenką ze Związku Radzieckiego i Rolfem Petersonem ze Szwecji. Zdobył trzy złote medale podczas 10. Mistrzostw Świata w 1973 roku w Tampere: w wyścigach jedynek na dystansie 500 metrów i na dystansie 1000 metrów oraz dwójek (K-2) na dystansie 10 000 metrów (razem z Zoltánem Bakó). Ponownie zwyciężył w konkurencji K-1 na dystansie 1000 metrów oraz zajął 2. miejsce w wyścigu K-1 na dystansie 500 metrów (za Vasile Dîbą z Rumunii) podczas 11. Mistrzostw Świata w 1974 roku w Meksyku. Podczas 12. Mistrzostw Świata w 1975 roku w Belgradzie zwyciężył w konkurencji jedynek na dystansie 500 metrów, zajął 4. miejsce w konkurecji K-1 na dystansie 1000 metrów i 7. miejsce w konkurencji K-1 na dystansie 10 000 metrów.
Podczas XXI Letnich Igrzysk Olimpijskich w 1976 w Montrealu zdobył srebrny medal w wyścigu jedynek na dystansie 1000 metrów, za Rüdigerem Helmem z Niemieckiej Republiki Demokratycznej, a przed Vasile Dîbą. Podczas 13. Mistrzostw Świata w 1977 roku w Sofii zdobył wraz z Józsefem Svidró brązowy medal w wyścigu K-2 na dystansie 500 metrów, a także zajął 5. miejsce w konkurencji K-4 na dystansie 1000 metrów (z Zoltánem Bakó, Istvánem Szabó i Zoltánem Sztanitym) oraz 8. miejsce w konkurencji K-1 na dystansie 1000 metrów, a podczas 14. Mistrzostw Świata w 1978 roku w Belgradzie zajął razem z Józsefem Svidró 4. miejsce w konkurencji K-2 na dystansie 500 metrów. Podczas 15. Mistrzostw Świata w 1979 w Duisburgu zajął 5. miejsce w wyścigu jedynek na dystansie 1000 metrów.